# Blackburn Firebrand
Il Blackburn Firebrand era un cacciabombardiere e aerosilurante imbarcato ad ala bassa prodotto dall'azienda britannica Blackburn Aircraft Limited negli anni quaranta.

## Storia del progetto

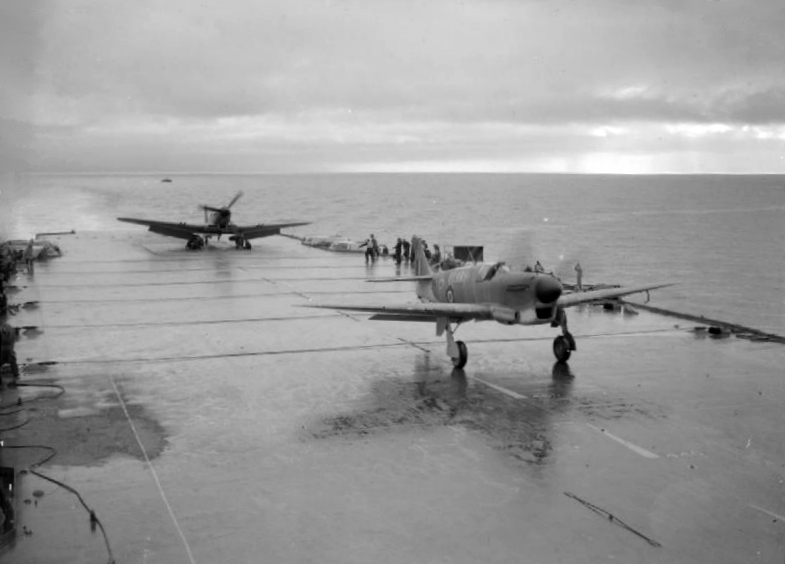
La foto illustra il decollo di un Fairey Firefly dal ponte della portaerei HMS Illustrious in navigazione nel fiume Clyde durante il 1943. In secondo piano, in corrispondenza dell'ascensore di poppa, si nota un Firebrand Mk.II motorizzato Sabre con il motore acceso.

Nel 1940 l'Air Ministry emise una specifica, la N.11/40, che riguardava la realizzazione di un caccia monoposto imbarcato sviluppato attorno al motore ad H Napier Sabre alla quale aderirono la Blackburn con il suo B-37 Firebrand e la Hawker Siddeley Aircraft con il loro Hawker P.1009 "Fleet Fighter", una versione navalizzata del più famoso Typhoon.
Lo sviluppo del B-37 Firebrand ebbe un lento processo. Un primo prototipo disarmato venne portato in volo per la prima volta il 27 febbraio 1942, mentre il Firebrand F Mk. I, prototipo armato, non riuscì ad essere pronto prima del luglio dello stesso anno. Per accelerarne lo sviluppo venne deciso di utilizzare una diversa motorizzazione in luogo del Napier Sabre proposto dalla specifica, insieme ai miglioramenti della cellula per gestire l'operazione. Durante l'introduzione di queste modifiche si ritenne opportuno convertire il Firebrand in un cacciabombardiere in grado di trasportare siluri, bombe e razzi, questi ultimi come arma da utilizzare durante un possibile dogfight nemico. Vennero prodotti solo nove esemplari della versione F Mk. I. Il Firebrand adottava un'insolita particolarità tecnica riguardante la posizione dell'anemometro, montato al di fuori della cabina di pilotaggio in modo che durante l'atterraggio il pilota non dovesse guardare in basso, verso il pannello degli strumenti, per leggerne i valori, un sistema che precorreva lo sviluppo del moderno Head-Up Display (HUD).
La prima versione cacciabombardiere, il Firebrand TF Mk. II (B-45), venne portato in volo per la prima volta il 31 marzo 1943, ed era un semplice adattamento del Mk. I. Era caratterizzato da un'apertura alare leggermente incrementata in modo da consentire l'installazione di un siluro tra le gambe anteriori del carrello d'atterraggio. Come il Mk. I, il TF Mk. II venne prodotto in una serie molto limitata, solo 12 esemplari, la quale venne seguita dal Firebrand TF Mk. III motorizzata con un radiale Bristol Centaurus VII. Dopo il primo volo effettuato il 21 dicembre 1943 si evidenziarono una serie di nuovi problemi tecnici. Il nuovo motore produceva una maggiore coppia motrice rispetto a quella del Sabre che causava in fase di decollo l'impossibilità di riuscire a compensare tramite il solo controllo del timone. Questo determinò l'impossibilità di utilizzare il TF Mk. III nelle operazioni su una portaerei e vennero avviate una serie di modifiche alla cellula per poterla meglio adattare alla combinazione con il Centaurus. Durante le prove di volo si verificarono diversi incidenti, in due casi conclusi con la morte dei piloti collaudatori, ed anche se dopo sei mesi grazie ad ulteriori aggiornamenti ai comandi di Dennis Cambell riuscì con pieno successo il primo appontaggio, la sua popolarità ne era uscita oramai compromessa e gli venne assegnato dagli equipaggi, oramai diffidenti nelle sue potenzialità, la nomea di uno dei peggiori velivoli da combattimento prodotti.
Il Firebrand TF Mk. IV (B-46), come venne denominato il nuovo sviluppo, era 	
caratterizzato da una nuova versione del motore, il Centaurus IX, e da un impennaggio dalle superfici maggiorate per migliorare il controllo a bassa velocità. Il timone di maggiori dimensioni riuscì a fornire un migliore bilanciamento e vennero adottati inoltre dei nuovi aerofreni posizionati sulla superficie superiore ed inferiore delle semiali.
Il TF Mk. IV venne portato in volo per la prima volta il 17 maggio 1945, e con i suoi 102 esemplari realizzati fu la prima versione del Firebrand ad entrare in produzione in grande serie. Il successivo e più grande Firebrand TF.5 introdusse una serie di miglioramenti aerodinamici minori e venne anch'esso prodotto un rispettabile numero di esemplari, con 68 velivoli entrati in servizio. Successivamente 40 esemplari di TF Mk. IV vennero convertiti allo standard TF.5.
La versione di produzione finale fu la Firebrand TF Mk. 5A.

## Impiego operativo
Benché sia entrato in servizio nella Fleet Air Arm Royal Navy nel 1943, il Firebrand non intraprese alcun'azione bellica durante la seconda guerra mondiale. Restò comunque operativo sulle portaerei della Royal Navy fino al 1953.

## Utilizzatori
Regno Unito
- Fleet Air Arm